# Missy Franklin
Melissa „Missy“ Jeanette Franklin (* 10. Mai 1995 in Pasadena, Kalifornien) ist eine ehemalige US-amerikanische Schwimmerin.
Bei den Weltmeisterschaften 2011 in Shanghai, 2013 in Barcelona und 2015 in Kasan holte sie elf Titel. Bei den Olympischen Spielen 2012 in London gewann sie über 100 und 200 Meter Rücken sowie mit der 4 × 200-m-Freistilstaffel und der 4 × 100-m-Lagenstaffel die Goldmedaille sowie Bronze mit der 4 × 100-m-Freistilstaffel.

## Leben
Auf Drängen ihrer Mutter begann Franklin im Alter von fünf Jahren zu schwimmen. Ihre Eltern sind beide Kanadier, daher besitzt sie sowohl die US-amerikanische als auch die kanadische Staatsbürgerschaft.
Sie wird seit ihrem siebten Lebensjahr von Todd Schmitz trainiert. Als ihre Lieblingssportlerin gibt Franklin Natalie Coughlin an.

## Schwimmkarriere

### Frühe Karriere
Im Alter von dreizehn Jahren nahm Franklin an den Olympia-Probeläufen der USA teil. Sie schaffte es jedoch nicht, sich für die Olympischen Spiele 2008 in Peking zu qualifizieren. Ihr bestes Ergebnis war der 37. Platz über 100 m Freistil.

### 2010
Bei den nationalen Meisterschaften 2010 nahm Franklin an sechs verschiedenen Läufen teil. Dort qualifizierte sie sich für die Pan Pacific Swimming Championships 2010, indem sie jeweils Zweite über 100 und 200 m Rücken wurde. Bei den Pan Pacific Swimming Championships 2010 belegte sie über 100 m Rücken den vierten Platz, schaffte das Finale über 50 und 200 m Rücken allerdings nicht. Ihre ersten internationalen Medaillen sicherte sie sich bei den Kurzbahnweltmeisterschaften 2010 in Dubai. Im 200-m-Rückenschwimmen belegte sie den zweiten Platz hinter der französischen Schwimmerin Alexianne Castel. Außerdem gewann sie eine Silbermedaille mit der 4-mal-100-Meter-Staffel für ihre Leistung in den Vorläufen. Bei der Verleihung der Golden Goggle Awards gewann sie für ihre Leistung im Jahr 2010 den Breakout Performer of the Year Award.

### 2011

#### Weltmeisterschaften 2011
Im Rahmen der Schwimmweltmeisterschaften 2011 in Shanghai gewann sie insgesamt fünf Medaillen, davon drei Mal Gold, einmal Silber und einmal Bronze. In ihrem ersten Wettkampf, der 4-mal-100-Meter-Lagenstaffel, gewann Franklin eine Silbermedaille mit Natalie Coughlin, Jessica Hardy und Dana Vollmer in 3:34,47 min. Ihre erste Medaille als Einzelsportlerin gewann sie über 50 m Rücken, bei dem sie hinter der Russin Anastassija Walerjewna Sujewa und der Japanerin Aya Terakawa Bronze holte. Kurze Zeit später nahm Franklin an der 4-mal-200-Meter-Freistilstaffel mit Dagny Knutson, Katie Hoff und Allison Schmitt teil und gewann Gold vor Australien und China mit 7:46,14 min. Franklins Bestzeit von 1:55,06 min war schneller als die Bestzeit von Federica Pellegrini im 200-m-Einzel-Freistilschwimmen, das die Italienerin gewann (1:55,58 min). Nachdem sie den nationalen Rekord in den Halbfinals über 200 m Rücken (2:05,90 min) aufstellte, dominierte Franklin das Feld mit der Zeit von 2:05,10 min, womit sie ihren eigenen nationalen Rekord brach und Gold gewann. Es war Franklins erster internationaler Einzeltitel, und ihre Zeit im Finale war die drittbeste aller Zeiten. Kurz nach ihrem Finale über 200 m Rücken nahm sie zusammen mit Natalie Coughlin, Rebecca Soni und Dana Vollmer an der 4-mal-100-Meter-Lagenstaffel teil und gewann Gold (3:52,36 min) mit mehr als drei Sekunden Vorsprung vor dem Zweitplatzierten China. Die Freistilstrecke legte sie als schnellste in 52,79 s zurück. Die Finalzeit von 3:52,36 min für die Lagenstaffel war die zweitschnellste Leistung aller Zeiten, direkt hinter dem chinesischen Weltrekord mit 3:52,19 min. Für ihren Auftritt bei den Weltmeisterschaften gewann sie diverse Titel, unter anderem den Golden Goggle Award.

#### Nationale Meisterschaften 2011
Drei Tage nach den Weltmeisterschaften flog sie nach Palo Alto in Kalifornien, um bei den nationalen Meisterschaften der USA teilzunehmen. Dort nahm sie an vier Einzelwettkämpfen teil, außerdem war sie Teil der 4-mal-100- und 4-mal-200-Meter-Staffel. Die ersten nationalen Titel ihrer Karriere gewann sie im 100-m-Rücken- und Freistilschwimmen. Im Lagenschwimmen über 200 m wurde sie Vierte, während sie über 50 m Freistil den zwölften Platz belegte.

### 2012

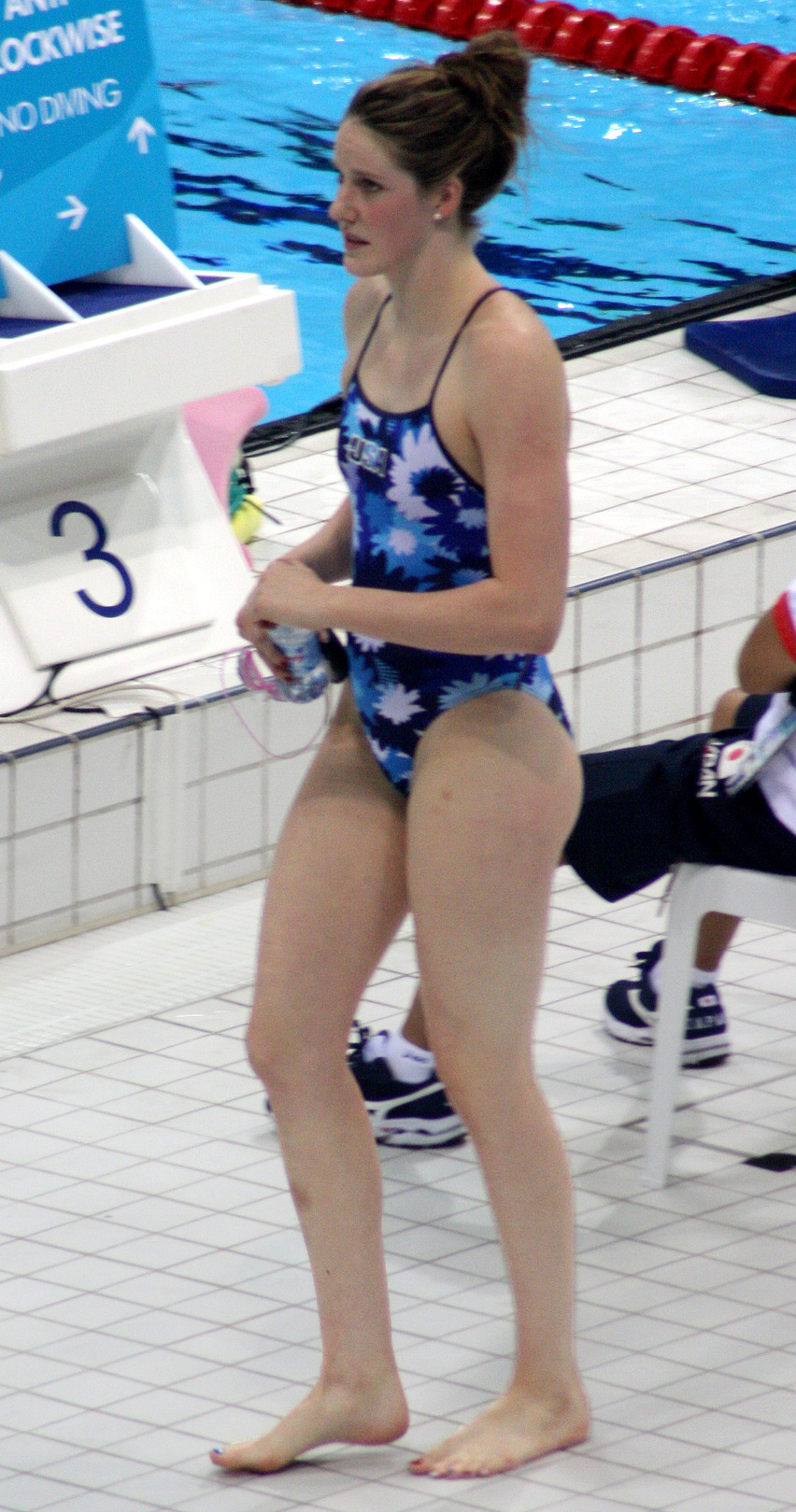
Missy Franklin (2012)

#### Olympische Sommerspiele 2012
Bei den Olympischen Sommerspielen in London trat Franklin als erste Schwimmerin überhaupt zu insgesamt sieben Wettkämpfen an. Sie gewann insgesamt vier Gold- und eine Bronzemedaille und wurde so zur erfolgreichsten Athletin der Spiele. Ihre Siege feierte sie in den Rennen über 100 und 200 Meter Rücken sowie als Teil der 4-mal-100-Meter-Lagen- und der 4-mal-200-Meter-Freistilstaffel. Bronze gewann sie mit der 4-mal-100-Meter-Freistilstaffel. Über die 200 Meter Rücken (2:04,06 min) und mit der 4-mal-100-Meter-Lagenstaffel (3:52,05 min) stellte sie zwei neue Weltrekorde auf.